# 2014年冬季奧林匹克運動會閉幕式
2014年冬季奧林匹克運動會閉幕典禮於莫斯科时间2014年2月23日星期日晚上20:14到22:25在俄羅斯索契菲什特奧林匹克體育場舉行。奧運會旗在閉幕式上從索契移交到2018年冬季奧林匹克運動會舉辦城市平昌。

## 內容
闭幕式的主题是“俄罗斯印象”，从欧洲的角度展示了俄罗斯文化。闭幕式导演是丹尼尔·帕斯卡。总导演康斯坦丁·恩斯特则担任了艺术总监，Andrei Nasonovskiy担任执行制片人。
菲什特奥林匹克体育场的整场闭幕式中进行了若干次体育比赛的精彩回放。204根长长的LED灯管在整场闭幕式中不断地变着颜色，参加闭幕式的观众也被发放了定期变色的项链。

### 開场
本屆冬季奧運閉幕式刻意模仿開幕式時雪花慢慢张开组成奥运五环，但是其中一朵雪花没有打开的情形，但是該表演的最後一刻打開那一環。
闭幕式以倒计时开场，倒计时结束后LED灯阵被点亮。开幕式时曾经出场过的女孩柳博芙（Lyubov）泛舟载着两个小丑和两个叫Yuri、Valentina的孩子缓缓驶入场内，一幅描绘了黑海的画面也在地上显现。众多志愿者扮成海鱼从其下陆续出现，先摆成了一个太极图（向下一届冬奥会举办城市平昌的致意），随后又组成了无限的符号和一颗星星，随后又摆成了奥运五环中的四环，第五环缩成了一个点——这里是在调侃开幕式时奥运五环没能全部张开的意外事故。片刻后，原先缩成一点的志愿者将环完全打开，构成五环。冬奥会期间的13名俄罗斯奥运会冠军携俄罗斯国旗入场。

### 仪式
俄罗斯国歌由一个全部由俄罗斯人组成的合唱团演唱，Valery Gergiev指挥。演奏部分由Pan Russian Youth Symphony进行，Yuri Bashmet指挥。会场随后升起俄罗斯国旗。参赛国的旗手与运动员代表团随后入场。依照传统，运动员入场时组成了一大组。随后，会场为运动员颁奖，并再一次奏响俄罗斯国歌，但是这一次由伦敦爱乐乐团演奏。

### 交接仪式与平昌八分钟
首先升希腊旗并奏响了希腊国歌，而后随着奥林匹克圣歌的奏响，仪仗队将奥运五环旗缓缓降下。旗子由索契市市长安纳托利·帕克霍莫夫交给国际奥委会主席托马斯·巴赫，随后再交至2018年冬奥会主办城市平昌郡首长李錫来手中。旗子被挥了四下，随后撤出会场。该旗于2016年8月5日、里约热内卢的夏季奥运会开幕式上再度升起。
平昌进行了其短暂的八分钟演出（即“平昌八分钟”），意在将韩国文化展示给世界。首先，两个孩子齐唱了大韩民国国歌，同时一名年迈的韩国人在一旁用韩国传统弦乐器伽倻琴伴奏。演员也身着成朝鲜半岛常见的鸟类——燕子的模样。后又由李承哲、曹秀美和罗玧宣表演了江原道版本的韩国传统歌曲《阿里郎》。孩子们堆起了雪人，同时舞台上闪现了包括2018年冬奥会会标在内的若干与冬季奥林匹克运动会相关的图片。

### 聖火熄滅
巴赫的演说结束后,在俄罗斯电影“at home among strangers”的主题曲中,场上3个吉祥物伴随著象征苏联加盟共和国的十五面镜子出场。1980年莫斯科奥运会的闭幕式上“米莎的眼泪”以及“小熊归天”的著名场面出现。在镜子的折射里，米莎缓缓地吹灭了奥运圣火。
与此同时，在柴可夫斯基的第一钢琴协奏曲中，焰火绽放。

## 音樂
- 迪米特里·迪奥姆金 - Theme from "It's a Wonderful Life"
- 迪米特里·迪奥姆金 - Theme from "GIANT"
- 彼得·伊里奇·柴可夫斯基 - Coronation March
- 阿尔弗雷德·加里耶维奇·施尼特凯 - Suite from 'The Census List'
- Max Bobkov - Theme from Medal Ceremony
- 谢尔盖·瓦西里耶维奇·拉赫玛尼诺夫 - Piano Concerto No. 2
- 尼古拉·安德烈耶维奇·里姆斯基-科萨科夫 - The Sea and Sinbad's Ship
- 阿拉姆·哈恰圖良 - Waltz (from Masquerade)
- 德米特里·德米特里耶维奇·肖斯塔科维奇 - The Second Waltz
- 謝爾蓋·謝爾蓋耶維奇·普羅科菲耶夫 - Theme from "Cinderella"
- Na Yoon-sun - Arirang
- Eduard Artemyev - Theme from "At Home Among Strangers"
- Aleksandra Pakhmutova - Goodbye, Moscow!
- 伊戈尔·科尼 and Igor Nikolayev - Goodbye, Sochi!
- 彼得·伊里奇·柴可夫斯基 - Piano Concerto No. 1

## 國歌
- 俄羅斯聯邦國歌
- 伦敦爱乐乐团 – 自由颂
- 伦敦爱乐乐团 – 奥林匹克圣歌
- 崔胜铉和未知名女孩 – 南韓國歌

## 外部連結
维基共享资源上的相關多媒體資源：2014年冬季奧林匹克運動會閉幕式
- 2014 Winter Olympics closing ceremony in YouTube（页面存档备份，存于）